# 주님의 시간에
주님의 시간에는 새벽 2시부터 3시까지 찬양 정보 프로그램이다.

## 출연자
- 정숙경
- 양진석
- 채평기